# Lost in a Moment
Lost in a Moment er det tredje studiealbum fra den norske musiker Lene Marlin. Det blev udgivet den 13. juni 2015.
"My Lucky Day" blev brugt i 2007 til en reklame for Kinder Surprise.

## Spor
1. "My Lucky Day" – 3:44
2. "All I Can Say" – 4:35
3. "How Would It Be" – 3:55
4. "Hope You're Happy" – 4:17
5. "What If" – 3:51
6. "Leave My Mind" – 4:26
7. "When You Were Around" – 3:51
8. "Never to Know" – 4:04
9. "Eyes Closed" – 3:41
10. "It's True" – 4:00
11. "Wish I Could" – 4:28
12. "Blanket in a Park" (Japan Bonus Track) – 3:29

Den taiwanesiske udgave med CD og DVD havde også "Still Here" som bonustrack.

## Hitlisteplaceringer
| Hitliste               | Højeste placering |
| ---------------------- | ----------------- |
| German Albums Chart    | 94                |
| Italian Albums Chart   | 15                |
| Norwegian Albums Chart | 4                 |
| Taiwan Albums Chart    | 4                 |
| Swiss Albums Chart     | 33                |